# Abderos
Abderos (en grec antic Ἄβδηρος) va ser un fill d'Hermes, i favorit d'Hèracles. Havia nascut a Opus, a la Lòcrida.
El destí d'Abderos es descriu en un dels dotze treballs d'Hèracles. Euristeu havia encarregat a l'heroi que acabés amb les eugues carnívores de Diomedes que es menjaven els forasters que arribaven al seu territori. Hèracles, amb una colla de joves que l'ajudaven, les va trobar i se les va endur. Però els habitants del lloc van voler impedir-ho, i Hèracles, deixant les eugues sota la supervisió d'Abderos, va anar a lluitar contra ells. Les eugues van atacar Abderos i se'l van menjar. Hèracles, matà Diomedes i fundà a la platja la ciutat d'Abdera, en honor del seu amic. A Abdera se celebraven anualment uns jocs on no hi havia curses de cavalls.